# Роговик альпійський
{{#ifeq:0|0|{{#if:|{{#if:Cerastiumalpinum|[[]}}|}}}}
Роговик альпійський (Cerastium alpinum L.) — трав'яниста рослина з роду роговик (Cerastium) родини гвоздикових (Caryophyllaceae).

## Загальна біоморфологічна характеристика

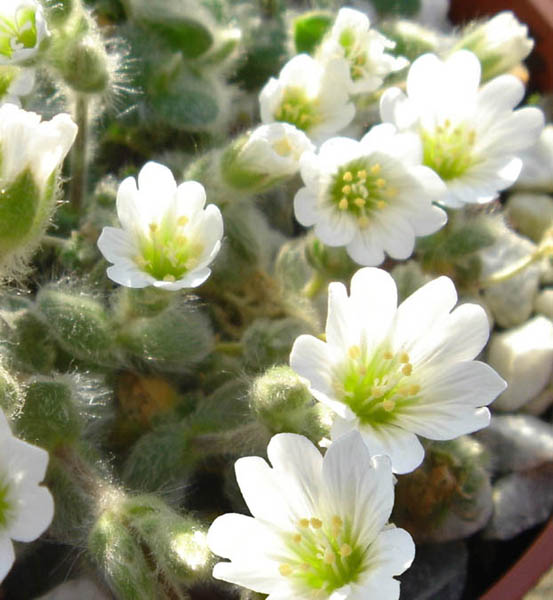
Cerastium alpinum var. lanatum

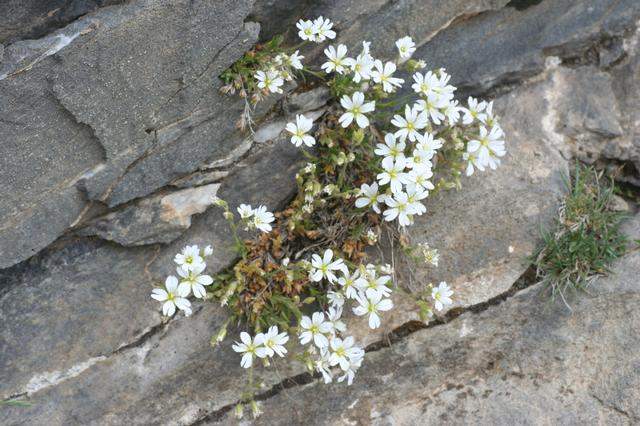
Роговик альпійський в скелях

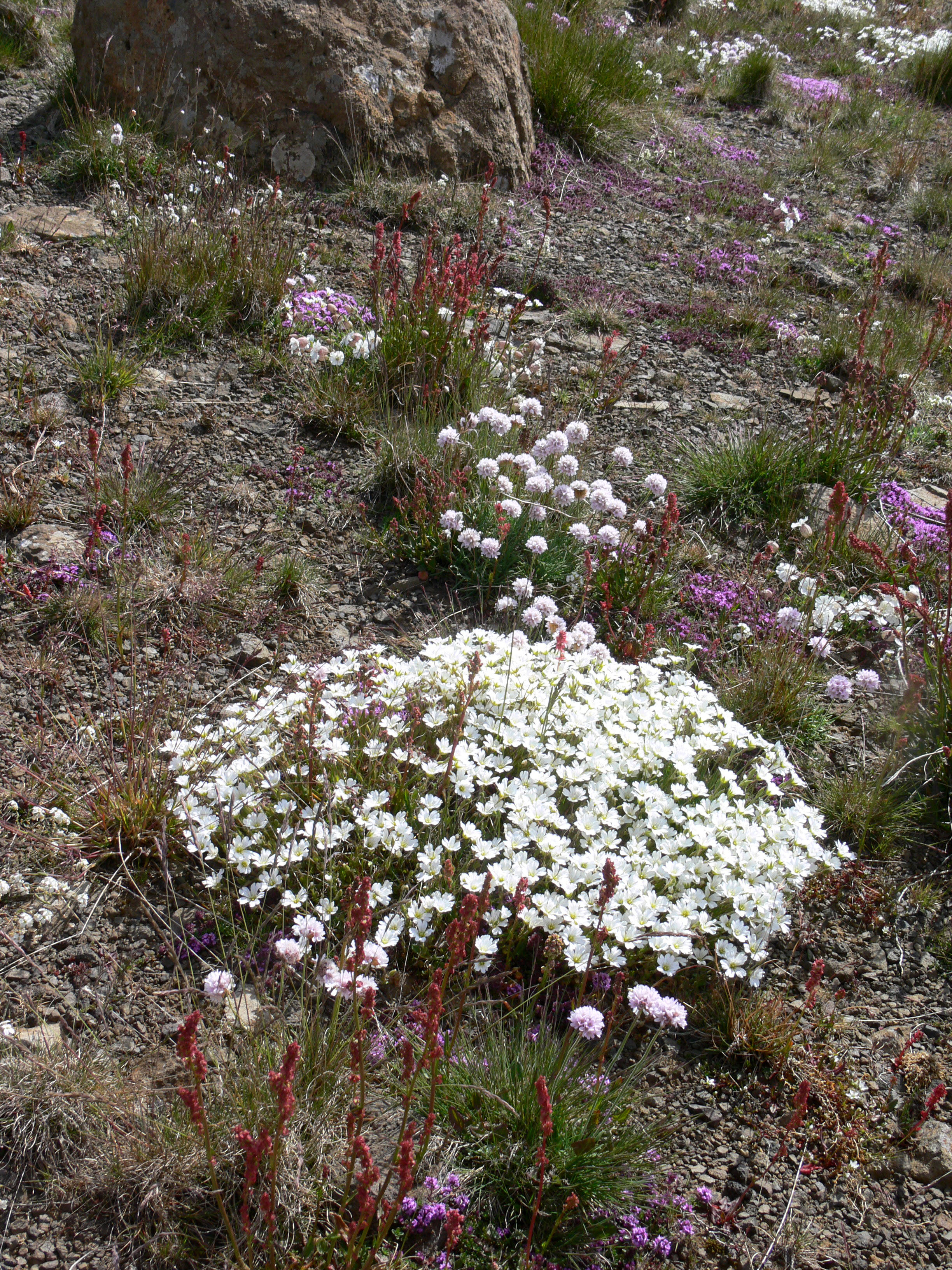
Роговик альпійський в Ісландії

Багаторічна трав'яниста рослина 10-20 см заввишки з густим запушенням. Корінь стрижневий. Рослина утворює пухкі досить великі дерновини з численними, розлогими стеблами, з супротивними еліптичними листками 7-21 мм завдовжки, 2-6 мм завширшки. Квітконоси волохаті. Квітки широко розкриті, в пухких суцвіттях (дуже рідко поодинокі). Чашолистки (5 шт.) звичайні, 1,5-3 мм завдовжки, 4-9 мм завширшки, зелені, трав'янисті і плівчасті. Чашечки волохаті. Пелюстки (5 шт.) звичайні, довші за чашечку, білі, 9-15 мм завдовжки, 4-7 мм завширшки. Тичинок 10; нитки тичинок голі. Пиляки жовті, еліпсоїдні, 0,6-0,9 мм завдовжки. Зав'язь верхня. Цвіте у червні — липні. Плоди — сухі капсули, подовжено-циліндричні, солом'яного кольору, 7-16 мм завдовжки, 2-4 мм завширшки. Насінини численні, 1-1,3 мм завдовжки, коричневі (червонуваті), поверхні горбкуваті.
Арктичні представники відрізняються від представників Центральної і Північної Європи (Cerastium alpinum var. lanatum) декількома морфологічними ознаками (вони, як правило, грубіше, мають довші, вужчі, і гостріші листя, більші квіти і плоди, і грубіше запушення).

## Екологія
Населяє зону арктичних пустель, тундрову зону з лісотундрою, гірськотундровий і альпійський пояси Європи і Ґренландії, північ лісової зони Східної Європи.
Росте переважно на скелях, осипах, галькових і піщаних берегах річок, на ґрунтах з низьким вмістом органічних речовин.

## Поширення
- Європа
  - Північна Європа: Фінляндія; Ісландія; Норвегія; Шпіцберген і Ян-Маєн; Швеція; Велика Британія
  - Середня Європа: Австрія; Німеччина; Польща; Словаччина; Швейцарія
  - Східна Європа: Естонія; Російська Федерація — Архангельська, Мурманська області, Карелія, Республіка Комі, Ненецький автономний округ, Пермський край
  - Південно-Східна Європа: Албанія; Боснія і Герцеговина; Болгарія; Італія; Північна Македонія; Румунія; Словенія
  - Південно-західна Європа: Франція; Іспанія
  - Північна Америка: Канада — Північно-західні території, Ньюфаундленд, Квебек; Ґренландія

### Поширення в Україні
Мала кількість рослин роговика альпійського росте в Українських Карпатах у високогірному поясі на скелях і луках.

## Охоронні заходи
Роговик альпійський включений до Червоної книги Республіки Карелії.

## Синоніми
| - Alsine alpina (L.) E.H.L.Krause - Cerastium acutifolium Dufour - Cerastium alpinum subsp. alpinum - Cerastium alpinum var. alpinum - Cerastium alpinum var. aquaticum Boiss. - Cerastium alpinum subsp. aquaticum (Boiss.) Mart.Parras & Molero - Cerastium alpinum subsp. babiogorense Zapał. - Cerastium alpinum var. glanduliferum W.D.J.Koch - Cerastium alpinum f. pulvinata Simmons - Cerastium alpinum var. sordidum Hultén - Cerastium alpinum var. vestitum Hultén | - Cerastium arvense var. alpinum (L.) Benth. - Cerastium atratum Lapeyr. - Cerastium bombycinum Schur - Cerastium hirsutum Fisch. ex Ser. - Cerastium laniferum Schur - Cerastium lanuginosum Willd. ex Rchb. - Cerastium latifolium Edmondston - Cerastium microphyllum Schur - Cerastium rotundifolium Schur - Cerastium saxatile Turcz. - Cerastium viscosissimum Schur |